# Уэстбрук, Расселл
Ра́сселл Уэ́стбрук (англ. Russell Westbrook; род. 12 ноября 1988 года в Лонг-Бич, штат Калифорния) — американский профессиональный баскетболист, выступающий за команду НБА «Денвер Наггетс». Член команды, посвященной 75-летию НБА,  9-кратный участник Матча всех звезд, обладатель награды «Самый ценный игрок НБА» (MVP) в сезоне 2016–17.
Уэстбрук стал вторым игроком в истории НБА, которому удалось достичь статистических показателей трипл-дабла в среднем за весь сезон (первым стал Оскар Робертсон в 1962 году). Он также установил рекорд по количеству трипл-даблов за сезон — 42. В 2020-21 годах Уэстбрук в четвёртый раз за пять лет сделал «сезонный» трипл-дабл, и обошёл Робертсона по количеству трипл-даблов за карьеру в истории НБА.

## Профессиональная карьера

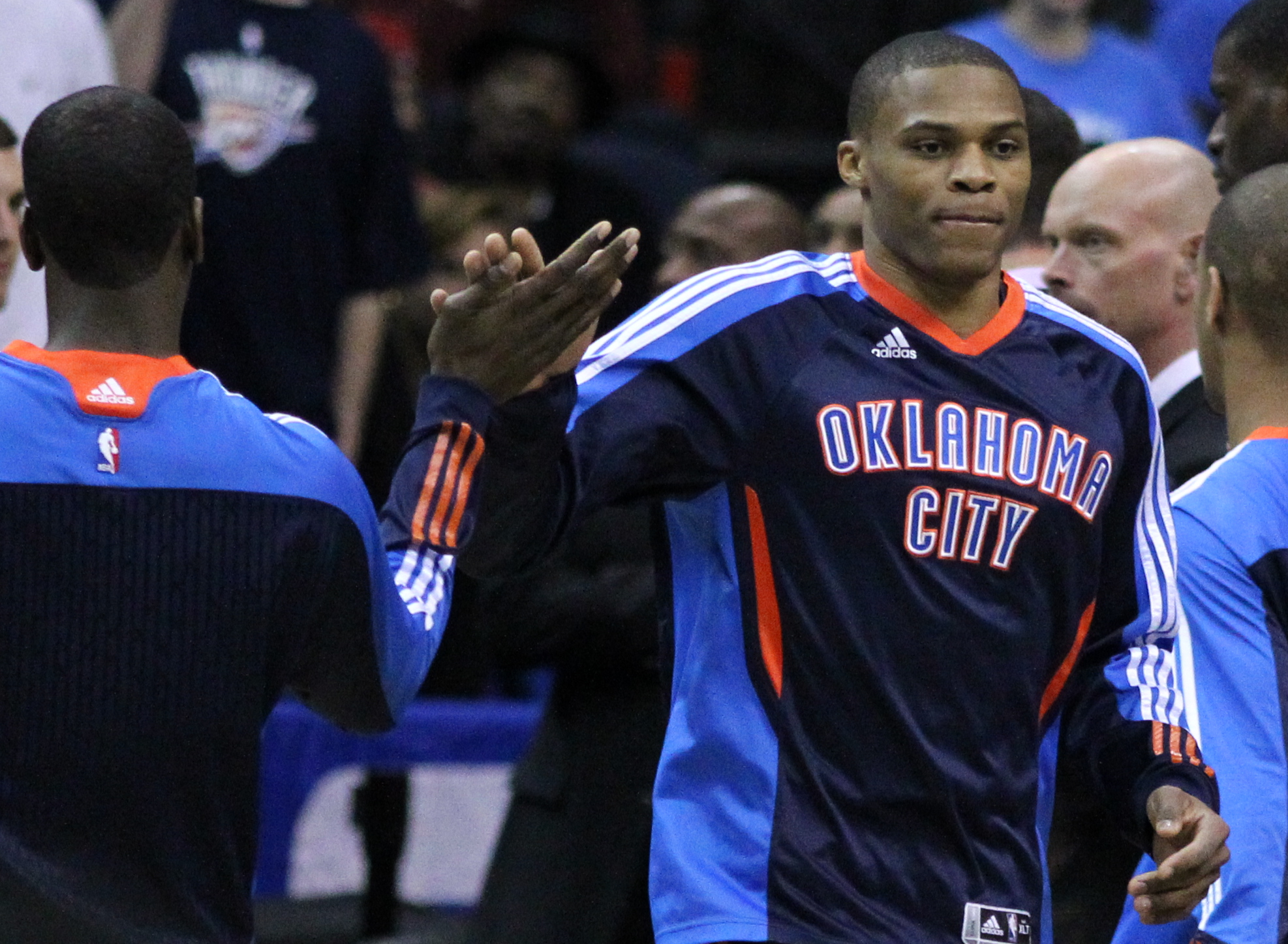
Уэстбрук в марте 2011 года

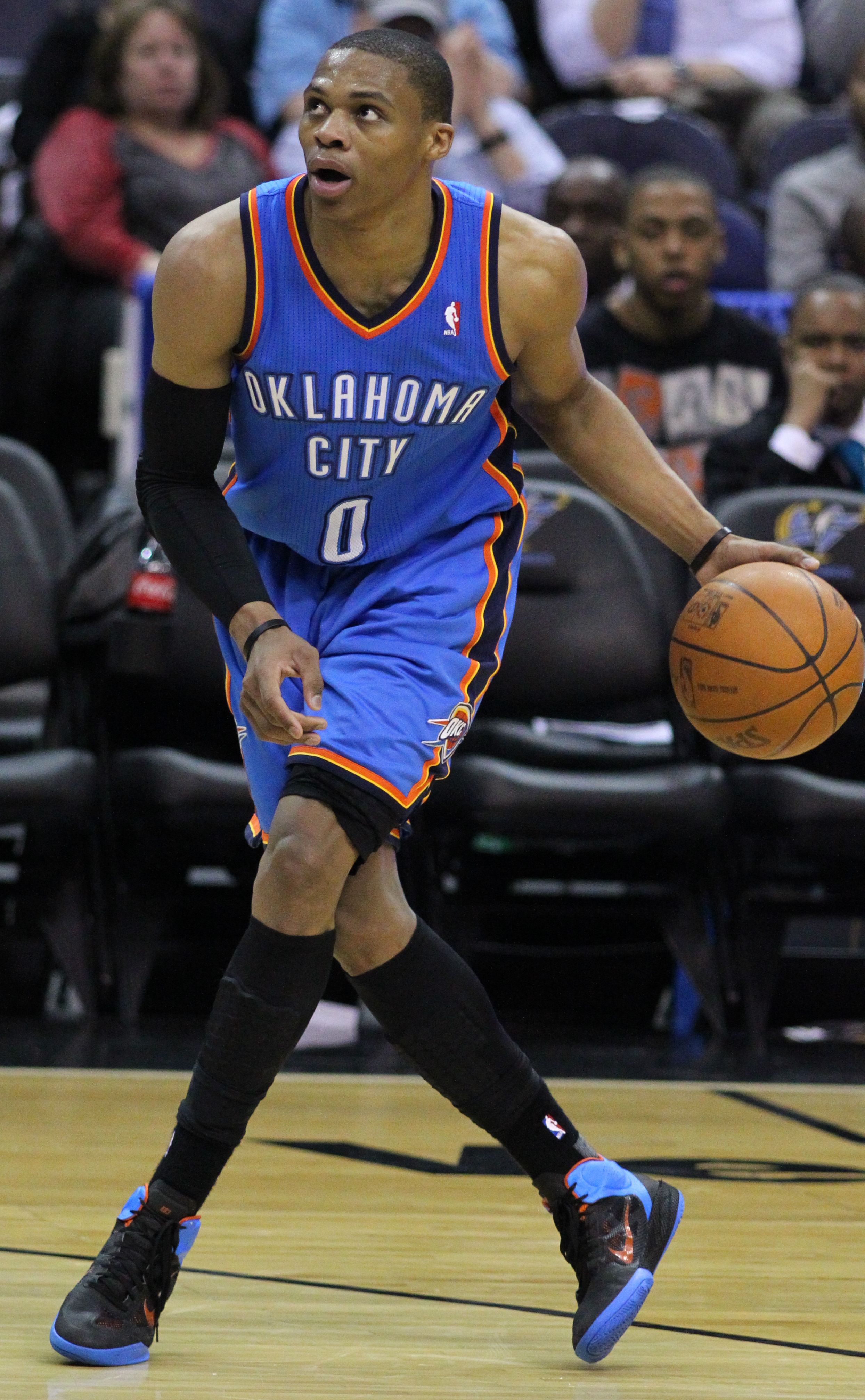
Уэстбрук перед броском в корзину в марте 2011 года

С 2006 по 2008 год Уэстбрук выступал за баскетбольную команду Калифорнийского университета в Лос-Анджелесе. 
Он был выбран под четвёртым номером на драфте 2008 года. По итогам своего дебютного сезона в НБА был включён в первую сборную новичков. Вместе со сборной США выиграл чемпионат мира в Турции и лондонскую Олимпиаду 2012 года. Участник восьми матчей всех звезд (2011—2013 и 2015—2019).
4 марта 2014 года в матче против «Филадельфии» сделал трипл-дабл (13 очков, 10 подборов и 14 передач), проведя на площадке всего 20 минут и 17 секунд. По информации Elias Sports Bureau меньше времени на трипл-дабл в НБА последний раз было затрачено Джимом Такером в 1955 году. Для Уэстбрука этот трипл-дабл стал восьмым в карьере.
В 2015 году Рассел Уэстбрук установил рекорд матчей всех звезд НБА по количеству очков, набранных за половину игры. За 11 минут, проведенных на паркете, набрал 27 очков, а всего Рассел в этой игре набрал 41 очко. Его команда победила команду «Востока» со счетом 163:158, а Уэстбрук был назван самым ценным игроком матча.
24, 26 и 27 февраля 2015 года делал трипл-даблы в трёх подряд матчах против «Индианы» (20 очков, 11 подборов и 10 передач), «Финикса» (39 очков, 14 подборов и 11 передач) и «Портленда» (40 очков, 13 подборов и 11 передач). До Уэстбрука последним игроком НБА, кому удавалось сделать три трипл-дабла подряд, был Леброн Джеймс в 2009 году. Третий из этих трипл-даблов стал для Расселла 13-м в карьере. В феврале 2015 года средние показатели Уэстбрука составили 31,2 очка, 9,1 подбора и 10,3 передачи. Расселл стал всего вторым игроком в истории НБА, кому удалось в течение календарного месяца набирать в среднем 30 очков и делать 9 подборов и 10 передач. Ранее это неоднократно удавалось Оскару Робертсону.
1 марта 2015 года Уэстбрук пропустил из-за повреждения лица игру против «Лос-Анджелес Лейкерс», а 4 марта вышел в специальной маске на игру против «Филадельфии» и сделал 4-й подряд трипл-дабл: рекордные в карьере 49 очков, 10 передач и повторение личного рекорда по подборам — 16. 4 подряд трипл-дабла в НБА последний раз удавалось сделать Майклу Джордану в 1989 году (тогда Майкл сделал 7 трипл-даблов подряд). Уэстбрук стал всего лишь пятым игроком в истории НБА и вторым за последние 38 лет, кому удалось в одной игре набрать 45 очков, сделать 15 подборов и отдать 10 результативных передач.

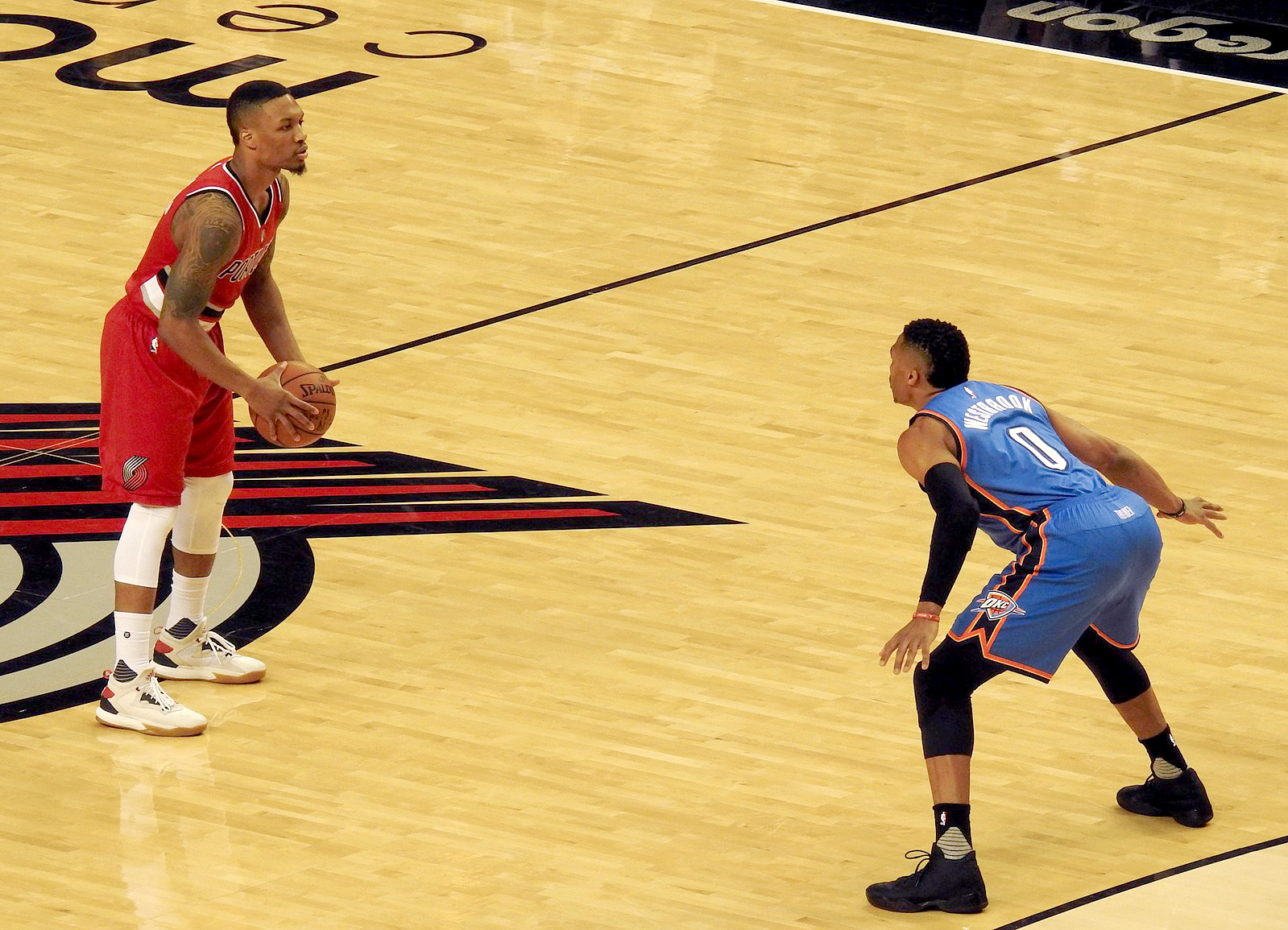
Уэстбрук в защите в январе 2016 года.

После успешного в статистическом плане регулярного сезона 2014/15 Расселл в следующем поднялся ещё на более высокий уровень. В 80 матчах Уэстбрук сделал 54 дабл-дабла и 18 трипл-даблов. 18 трипл-даблов за сезон являются лучшим показателем в НБА за последние 50 лет (столько же было только у Мэджика Джонсона в сезоне 1982/83). Всего же Уэстбрук довёл количество своих трипл-даблов в регулярных сезонах до 37 и вышел на восьмое место в истории НБА по этому показателю. В среднем за игру в сезоне 2015/16 Расселл за 34,4 минуты набирал 23,5 очка, делал 10,4 передачи, 7,8 подбора и 2,0 перехвата при 4,3 потери. Показатели по передачам и подборам стали для него лучшими в карьере. С игры Уэстбрук забивал 45,4 % бросков, немного больше у него было только в сезоне 2011/12 (45,7). С другой стороны Расселл показал худший за последние 6 сезонов процент попадания 3-очковых бросков (29,2). При этом впервые в карьере он преодолел отметку в 100 реализованных 3-очковых за регулярный сезон, в итоге у него набрался 101 такой бросок.
8 апреля 2017 года Расселл Уэстбрук гарантировал себе трипл-дабл в среднем за сезон, став вторым игроком за всю историю НБА сделавшим это.
10 апреля 2017 года Рассел оформил свой 42-й трипл-дабл в сезоне, тем самым побив рекорд по трипл-даблам за сезон, установленный Оскаром Робертсоном в сезоне 1961/62 (41 трипл-дабл).
20 апреля Уэстбрук установил новый рекорд плей-офф НБА по количеству очков, набранных игроком, который сделал трипл-дабл — 51 очко, 10 подборов и 13 передач
13 марта 2018 года в гостевой игре с командой «Атланта Хокс» Уэстбрук сделал свой 100-й трипл-дабл в карьере, набрав 32 очка, 12 подборов и 12 передач. Таким образом, Уэстбрук стал четвёртым игроком в истории НБА, сделавшим 100 трипл-даблов.
5 декабря 2018 года сделал своей 108-й трипл-дабл в карьере и обошёл по этому показателю Джейсона Кидда, который занимал третье место в истории НБА. 10 января 2019 года сделал рекордные в карьере 24 передачи, а также набрал 24 очка и сделал 13 подборов за 50 минут в матче против «Сан-Антонио» (поражение 147-154 2ОТ).
3 апреля 2019 года Рассел стал 2 игроком сделавшим «дабл-трипл-дабл» в матче против «Лейкерс» сделав 20 очков, 20 подборов и 21 передачу.
2 декабря 2020 года Уэстбрук был обменян в «Вашингтон Уизардс» на Джона Уолла и защищённый выбор в первом раунде драфта.
8 мая 2021 года Уэстбрук оформил свой 181-й трипл-дабл в карьере и сравнялся по трипл-даблам с Оскаром Робертсоном.
31 июля 2021 года Расселл Уэстбрук был обменян в «Лейкерс» на трёх игроков и пик первого раунда. 28 октября 2022 года Уэстбрук впервые со своего первого сезона начал встречу со скамейки запасных и набрал 18 очков и 8 подборов в матче против «Миннесоты Тимбервулвз». В этом матче он обошёл Роберта Пэриша и занял 29-е место в списке 50 лучших снайперов в истории НБА. За «Лейкерс» Уэстбрук набирал в среднем 18 очков при 8 подборах и раздавал 8 передач в среднем за игру.
9 февраля 2023 года Рассел Уэстбрук был обменян в клуб «Юта Джаз» в рамках трехстороннего обмена с участием «Миннесоты Тимбервулвз». В этой сделке «Юта Джаз» получили Уэстбрука, Дэмиана Джонса, Хуана Тоскано-Андерсона и защищенный в топ-4 выбор первого раунда драфта 2027 года, «Лейкерс» - Д'Анджело Рассела, Малика Бизли и Джарреда Вандербилта, а «Миннесота Тимбервулвз» — Майка Конли, Никейла Александера-Уокера и выбор второго раунда драфта.
23 февраля 2023 года Уэстбрук, после процедуры выкупа контракта с командой «Юта Джаз», стал свободным агентом и вскоре подписал соглашение с командой «Лос-Анджелес Клипперс». До официального подписания контракта с «Лос-Анджелес Клипперс», форвард Пол Джордж высказывал желание видеть Рассела Уэстбрука в составе команды. Коллектив вышел в стадию Плей-офф и в первом раунде сыграл с командой «Финикс Санз», где потерпел поражение в серии со счетом 4-1.
6 июля 2023 года Уэстбрук заключил новый двухлетний контракт с «Клипперс» на сумму 7,8 миллионов долларов.
17 ноября, источники сообщили что Рассел Уэстбрук, попросил тренерский штаб команды Лос-Анджелес Клипперс, о переводе на скамейку запасных, для того чтобы три главных звёзды команды а именно Джеймс Харден, Кавай Леонард, Пол Джордж лучше сыгрались друг с другом, и наладили командную химию. После перевода на скамейку, статистические  показатели Рассела Уэстбрука кратно уменьшились.
18 июля 2024 года Уэстбрук в рамках сделки формата «сайн-энд-трейд» был обменян вместе с правами на драфт Бальши Копривицы, правом на обмен пиками второго раунда и денежной компенсацией в «Юту Джаз» на Криса Данна. Затем он был отчислен 20 июля. 26 июля 2024 года Уэстбрук подписал контракт с «Денвер Наггетс».
20 ноября 2024 года Уэстбрук в матче с «Мемфис Гриззлис» первым в истории НБА достиг отметки 200 трипл-даблов за карьеру, записав на свой счет 12 очков, 10 подборов и 14 передач. 30 ноября 2024 года НБА оштрафовала Уэстбрука на 35 000 долларов за непристойный жест во время матча с «Нью-Йорк Никс». 30 декабря Уэстбрук оформил трипл-дабл из 16 очков, 10 подборов и 10 передач в победе над «Ютой Джаз» со счетом 132:121. Он сделал трипл-дабл, ни разу не промахнувшись и не допустив ни одной потери. Уэстбрук стал третьим игроком в истории НБА, которому удалось сделать трипл-дабл без промахов и потерь, присоединившись к Николе Йокичу и Домантасу Сабонису как единственным игрокам, добившимся такого результата.
10 января 2025 года Уэстбрук оформил трипл-дабл, набрав 25 очков, 11 подборов и 10 передач в победе над «Бруклин Нетс» со счетом 124:105. Его партнер по команде Никола Йокич также оформил трипл-дабл, набрав 35 очков, 15 передач и 12 подборов, в результате чего они оба стали первой парой партнеров по команде в истории НБА, которые оформили трипл-дабл в одной игре несколько раз за сезон.
15 января 2025 года в матче против «Хьюстон Рокетс» Уэстбрук обошел Винса Картера в списке лучших бомбардиров в истории НБА, поднявшись на 21-е место в общем списке.
26 марта 2025 года в матче против «Милуоки Бакс» Уэстбрук совершил перехват и догнал Коби Брайанта по количеству перехватов за карьеру (1944) и занял 16-е место в общем списке.
29 марта 2025 года в матче против «Юты Джаз» (129:93) Уэстбрук набрал 17 очков и 7 передач. Он обошел Оскара Робертсона и занял 8-е место по передачам за карьеру (9892).
3 мая 2025 года Уэстбрук в матче против «Лос-Анджелес Клипперс» стал первым игроком в истории плей-офф НБА, который набрал 15+5+5+5 со скамейки запасных менее чем за 30 минут.

## Личная жизнь
У Расселла Уэстбрука и его супруги Нины трое детей — в 2017 году родился сын Ной, а в 2018 — девочки-близнецы: Скай и Джордин.

## Статистика

### Статистика в НБА
| Сезон                                                                                    | Команда       | Регулярный сезон | Регулярный сезон | Регулярный сезон | Регулярный сезон | Регулярный сезон | Регулярный сезон | Регулярный сезон | Регулярный сезон | Регулярный сезон | Регулярный сезон | Регулярный сезон | Серия плей-офф | Серия плей-офф | Серия плей-офф | Серия плей-офф | Серия плей-офф | Серия плей-офф | Серия плей-офф | Серия плей-офф | Серия плей-офф | Серия плей-офф | Серия плей-офф |
| Сезон                                                                                    | Команда       | GP               | GS               | MPG              | FG%              | 3P%              | FT%              | RPG              | APG              | SPG              | BPG              | PPG              | GP             | GS             | MPG            | FG%            | 3P%            | FT%            | RPG            | APG            | SPG            | BPG            | PPG            |
| ---------------------------------------------------------------------------------------- | ------------- | ---------------- | ---------------- | ---------------- | ---------------- | ---------------- | ---------------- | ---------------- | ---------------- | ---------------- | ---------------- | ---------------- | -------------- | -------------- | -------------- | -------------- | -------------- | -------------- | -------------- | -------------- | -------------- | -------------- | -------------- |
| 2008/09                                                                                  | Оклахома-Сити | 82               | 65               | 32,5             | 39,8             | 27,1             | 81,5             | 4,9              | 5,3              | 1,3              | 0,2              | 15,3             | Не участвовал  | Не участвовал  | Не участвовал  | Не участвовал  | Не участвовал  | Не участвовал  | Не участвовал  | Не участвовал  | Не участвовал  | Не участвовал  | Не участвовал  |
| 2009/10                                                                                  | Оклахома-Сити | 82               | 82               | 34,3             | 41,8             | 22,1             | 78,0             | 4,9              | 8,0              | 1,3              | 0,4              | 16,1             | 6              | 6              | 35,4           | 47,3           | 41,7           | 84,2           | 6,0            | 6,0            | 1,7            | 0,2            | 20,5           |
| 2010/11                                                                                  | Оклахома-Сити | 82               | 82               | 34,7             | 44,2             | 33,0             | 84,2             | 4,6              | 8,2              | 1,9              | 0,4              | 21,9             | 17             | 17             | 37,5           | 39,4           | 29,2           | 85,2           | 5,4            | 6,4            | 1,4            | 0,4            | 23,8           |
| 2011/12                                                                                  | Оклахома-Сити | 66               | 66               | 35,3             | 45,7             | 31,6             | 82,3             | 4,6              | 5,5              | 1,7              | 0,3              | 23,6             | 20             | 20             | 38,4           | 43,5           | 27,7           | 80,2           | 5,5            | 5,9            | 1,6            | 0,4            | 23,1           |
| 2012/13                                                                                  | Оклахома-Сити | 82               | 82               | 34,9             | 43,8             | 32,3             | 80,0             | 5,2              | 7,4              | 1,8              | 0,3              | 23,2             | 2              | 2              | 33,8           | 41,5           | 22,2           | 85,7           | 6,5            | 7,0            | 3,0            | 0,0            | 24,0           |
| 2013/14                                                                                  | Оклахома-Сити | 46               | 46               | 30,7             | 43,7             | 31,8             | 82,6             | 5,7              | 6,9              | 1,9              | 0,2              | 21,8             | 19             | 19             | 38,7           | 42,0           | 28,0           | 88,4           | 7,3            | 8,1            | 2,2            | 0,3            | 26,7           |
| 2014/15                                                                                  | Оклахома-Сити | 67               | 67               | 34,4             | 42,6             | 29,9             | 83,5             | 7,3              | 8,6              | 2,1              | 0,2              | 28,1             | Не участвовал  | Не участвовал  | Не участвовал  | Не участвовал  | Не участвовал  | Не участвовал  | Не участвовал  | Не участвовал  | Не участвовал  | Не участвовал  | Не участвовал  |
| 2015/16                                                                                  | Оклахома-Сити | 80               | 80               | 34,4             | 45,4             | 29,6             | 81,2             | 7,8              | 10,4             | 2,0              | 0,3              | 23,5             | 18             | 18             | 37,4           | 40,5           | 32,4           | 82,9           | 6,9            | 11,0           | 2,6            | 0,1            | 26,0           |
| 2016/17                                                                                  | Оклахома-Сити | 81               | 81               | 34,6             | 42,5             | 34,3             | 84,5             | 10,7             | 10,4             | 1,6              | 0,4              | 31,6             | 5              | 5              | 38,9           | 38,8           | 26,5           | 80,0           | 11,6           | 10,8           | 2,4            | 0,4            | 37,4           |
| 2017/18                                                                                  | Оклахома-Сити | 80               | 80               | 36,4             | 44,9             | 29,8             | 73,7             | 10,1             | 10,3             | 1,8              | 0,3              | 25,4             | 6              | 6              | 39,3           | 39,8           | 35,7           | 82,5           | 12,0           | 7,5            | 1,5            | 0,0            | 29,3           |
| 2018/19                                                                                  | Оклахома-Сити | 73               | 73               | 36,0             | 42,8             | 29,0             | 65,6             | 11,1             | 10,7             | 1,9              | 0,5              | 22,9             | 5              | 5              | 39,5           | 36,0           | 32,4           | 88,5           | 8,8            | 10,6           | 1,0            | 0,6            | 22,8           |
| 2019/20                                                                                  | Хьюстон       | 57               | 57               | 36,0             | 47,2             | 25,8             | 76,3             | 7,9              | 7,0              | 1,6              | 0,4              | 27,2             | 8              | 8              | 32,7           | 42,1           | 24,2           | 53,1           | 7,0            | 4,6            | 1,5            | 0,3            | 17,9           |
| 2020/21                                                                                  | Вашингтон     | 65               | 65               | 36,4             | 43,9             | 31,5             | 65,6             | 11,5             | 11,7             | 1,4              | 0,4              | 22,2             | 5              | 5              | 37,2           | 33,3           | 25,0           | 79,1           | 10,4           | 11,8           | 0,4            | 0,2            | 19,0           |
| 2021/22                                                                                  | Лейкерс       | 78               | 78               | 34,3             | 44,4             | 29,8             | 66,7             | 7,4              | 7,1              | 1,0              | 0,3              | 18,5             | Не участвовал  | Не участвовал  | Не участвовал  | Не участвовал  | Не участвовал  | Не участвовал  | Не участвовал  | Не участвовал  | Не участвовал  | Не участвовал  | Не участвовал  |
| 2022/23                                                                                  | Лейкерс       | 52               | 3                | 28,7             | 41,7             | 29,6             | 65,5             | 6,2              | 7,5              | 1,0              | 0,4              | 15,9             | Не участвовал  | Не участвовал  | Не участвовал  | Не участвовал  | Не участвовал  | Не участвовал  | Не участвовал  | Не участвовал  | Не участвовал  | Не участвовал  | Не участвовал  |
| 2022/23                                                                                  | Клипперс      | 21               | 21               | 30,2             | 48,9             | 35,6             | 65,8             | 4,9              | 7,6              | 1,1              | 0,5              | 15,8             | 5              | 5              | 38,5           | 41,0           | 35,7           | 88,0           | 7,6            | 7,4            | 1,2            | 1,4            | 23,6           |
| 2023/24                                                                                  | Клипперс      | 68               | 11               | 22,5             | 45,4             | 27,3             | 68,8             | 5,0              | 4,5              | 1,1              | 0,3              | 11,1             | 6              | 0              | 19,0           | 26,0           | 23,5           | 61,5           | 4,2            | 1,7            | 1,2            | 0,5            | 6,3            |
|                                                                                          | Всего         | 1162             | 1039             | 33,6             | 43,8             | 30,4             | 77,6             | 7,1              | 8,1              | 1,6              | 0,3              | 21,7             | 122            | 116            | 36,7           | 40,5           | 29,7           | 82,5           | 7,0            | 7,5            | 1,7            | 0,3            | 23,6           |
| Наведите курсор мыши на аббревиатуры в заголовке таблицы, чтобы прочесть их расшифровку. |               |                  |                  |                  |                  |                  |                  |                  |                  |                  |                  |                  |                |                |                |                |                |                |                |                |                |                |                |

### Статистика в NCAA
| Сезон | Команда | Conf   | Class | GP | GS | MPG  | FG%  | 3P%  | FT%  | RPG | APG | SPG | BPG | PPG  |
| --- | ------- | ------ | ----- | -- | -- | ---- | ---- | ---- | ---- | --- | --- | --- | --- | ---- |
| 2006/07 | УКЛА    | Pac-10 | FR    | 36 | 1  | 9,0  | 45,7 | 40,9 | 54,8 | 0,8 | 0,7 | 0,4 | 0,0 | 3,4  |
| 2007/08 | УКЛА    | Pac-10 | SO    | 39 | 34 | 33,8 | 46,5 | 33,8 | 71,3 | 3,9 | 4,3 | 1,6 | 0,2 | 12,7 |
| Всего | Всего   | Всего  | Всего | 75 | 35 | 21,9 | 46,4 | 35,4 | 68,5 | 2,4 | 2,5 | 1,0 | 0,1 | 8,3  |
| Наведите курсор мыши на аббревиатуры в заголовке таблицы, чтобы прочесть их расшифровку Статистика приведена с сайта sports-reference.com |         |        |       |    |    |      |      |      |      |     |     |     |     |      |